# Рибичоара (Хунедоара)
Рибичоара (рум. Ribicioara) насеље је у Румунији у округу Хунедоара у општини Рибица. Oпштина се налази на надморској висини од 306 m.

## Историја
Према државном шематизму православног клира Угарске 1846. године у месту је било 111 породице. Месни парох је тада поп Теодор Поповић.

## Становништво
Према подацима из 2002. године у насељу је живело 51 становника, од којих су сви румунске националности.